# Einar Bruno Larsen
Einar Bruno Larsen (* 17. November 1939 in Oslo; † 27. Juli 2021 ebenda) war ein norwegischer Fußball-, Eishockey- und Handballspieler. 

## Karriere

### Als Fußballspieler
Einar Bruno Larsen spielte 12 Saisons lang für Vålerenga Oslo. Er absolvierte 155 Spiele und ist mit 99 erzielten Toren Rekordtorschütze des Vereins. 1965 wurde er mit dem Klub norwegischer Meister. Zwischen 1959 und 1964 bestritt Larsen drei Länderspiele für Norwegen und schoss dabei ein Tor. Zudem nahm er am Qualifikationsturnier für die Olympischen Sommerspiele 1960 in Rom teil.

### Als Eishockeyspieler
Auch im Eishockey war Larsen aktiv. Er spielte 13 Saisons für die Eishockeyabteilung von Vålerenga und konnte dabei sechsmal die Meisterschaft gewinnen. 1963 wurde er mit dem Gullpucken ausgezeichnet. Bei der Weltmeisterschaft 1959 belegte das norwegische Team mit Larsen den achten und 1962 den fünften Platz. Da das Turnier 1962 auch als Europameisterschaft gewertet wurde, gewann Norwegen die Bronzemedaille. 
Bei den Olympischen Winterspielen 1964 in Innsbruck gehörte Larsen ebenfalls zum Kader der Norweger, die am Ende den zehnten Platz belegten.

### Als Handballspieler
Für die norwegische Handballnationalmannschaft absolvierte Larsen zwei Länderspiele, in denen er zwei Treffer erzielte. Sein Debüt gab er am 6. Januar 1957 gegen Schweden. Sein zweites Länderspiel absolvierte er gegen die BR Deutschland am 25. Januar 1961.